# Erarico
Erarico (gótico: 𐌴𐍂𐌰𐍂𐌴𐌹𐌺𐍃), de origen rugio, fue elegido rey de los ostrogodos en junio del año 541, después del asesinato de Hildibaldo. Murió en noviembre de ese mismo año.

## Biografía
Los godos, sin embargo, irritados y cansados de él y creyendo que había pactado acuerdos secretos con los bizantinos, ofrecieron la corona al sobrino de Hildibaldo, Totila. Después de cinco meses de reinado, Erarico fue asesinado por una conspiración y Totila fue elegido rey.